# Arroyo de las Cañas (Cerro Largo)
El arroyo de las Cañas es un pequeño curso de agua uruguayo que atraviesa el departamento de Cerro Largo perteneciente a la cuenca hidrográfica de la laguna Merín.
Nace en la Sierra de Ríos, tienen un recorrido cercano al Caserío Las Cañas desemboca en el río Yaguarón.